# RCN Televisión
RCN Televisión er en colombiansk terrestrisk tv-kanal ejet af Organización Ardila Lülle. Det blev grundlagt i 1998 af Carlos Ardila Lülle.